# Port lotniczy Anaa
Port lotniczy Anaa – port lotniczy położony na atolu Anaa, w wiosce Tukuhora (Polinezja Francuska). Obowiązująca strefa czasowa to GMT -10. Zarządcą lotniska jest DSEAC Polynésie Française.

## Kierunki lotów i linie lotnicze
Brak regularnych lotów pasażerskich od września 2022 r.